# Barbara Sullivan
Barbara Ann Pickard Sullivan (24 janvier 1943 - 24 janvier 2021) est une femme politique de l'Ontario, au Canada. Elle est députée libérale à l’Assemblée législative de l'Ontario de 1987 à 1995.

## Parcours
Sullivan fait ses études à l'École de journalisme de l'Université Carleton et travaille comme journaliste, puis comme consultante en affaires publiques. Elle vivait à Hamilton (Ontario). Avant son élection à l’Assemblée législative de l’Ontario, elle est secrétaire principale du Trésorier (ministre des Finances) de l’Ontario, occupant à la fois les fonctions de chef de cabinet et de conseillère principale en politiques auprès du ministre. Elle est directrice et vice-présidente de Bird Studies Canada, préside le conseil d'administration du Oakville Centre for the Performing Arts, est marraine du programme d'arts de la scène du Collège Sheridan.

## Politique
Elle est élue à l'Assemblée législative de l'Ontario lors des élections provinciales de 1987, battant son adversaire progressiste-conservateur dans Halton-Centre par plus de 6 000 voix au milieu d'une majorité libérale écrasante au niveau provincial. Sullivan sert dans le gouvernement du premier ministre David Peterson en tant que présidente du caucus du gouvernement, adjointe parlementaire au ministre du Travail de 1988 à 1989 et présidente du Comité spécial de l'énergie à l'Assemblée législative de l'Ontario.
Les libéraux sont battus par le Nouveau Parti démocratique lors des élections provinciales de 1990. Sullivan conserve sa circonscription par 1 215 voix d'avance sur un adversaire des conservateurs progressistes  et est porte-parole de son parti en matière d'environnement et de santé de 1990 à 1995[réf. nécessaire].
Sullivan perd sa circonscription au profit du candidat conservateur Terence Young lors des élections provinciales de 1995. Sullivan tente de revenir à l'Assemblée législative lors des élections provinciales de 2003, mais perd face au député progressiste-conservateur sortant Ted Chudleigh dans la circonscription nouvellement redécoupée de Halton.

## Vie ultérieure
Sullivan est membre du conseil d’administration, puis présidente du conseil d’administration de la Hamilton Health Sciences Corporation. Elle est présidente en exercice du Conseil consultatif de réglementation des professions de la santé de l’Ontario et directrice du Centre régional d’Oaklands à Oakville. Active dans les affaires communautaires, elle est directrice de l'Autorité de réglementation des maisons de retraite de l'Ontario, du Bay Area Health Trust et membre du Comité de la qualité de Hamilton Health Sciences.
Elle est active politiquement, tant sur le plan politique qu’organisationnel. Elle dirige avec succès trois campagnes à la mairie de la ville de Toronto pour Art Eggleton, est directrice de campagne de Jean Chrétien, en Ontario, dans sa candidature pour chef du Parti libéral du Canada et dirige avec succès la campagne de Stuart Smith en tant que Chef du Parti libéral de l'Ontario.
Elle est reconnue pour son travail par plusieurs citations et prix nationaux et internationaux. Sullivan est décédée d'un Cancer le jour de son 78e anniversaire, le 24 janvier 2021, à Hamilton, en Ontario.